# Concierto para violonchelo n.º 2 (Haydn)
El Concierto n.º 2 en re mayor, Hob. VIIb/2, Op. 101 para violonchelo y orquesta (es hasta alrededor de 1804 que se lo cataloga como op. 101) fue escrito por Joseph Haydn.
Este concierto es uno de los más interpretados por los chelistas y requiere una técnica mucho más elevada que otros conciertos para violonchelo de Haydn.

## Historia
Este concierto data de 1783, época en la que Joseph Haydn sirvió como compositor y director de orquesta de la corte del Príncipe Nikolaus Esterházy. Acorde a esto, Leopold Nowak (1954) considera que el Concierto en re mayor pudo escribirse para la celebración de bodas del príncipe Nikolaus Esterházy y la princesa Maria Josepha Hermengildis Liechtenstein, pero no existe prueba alguna que soporte esto.

### Disputas de autenticidad creadora – compositiva
Por otro lado, existen varias disputas acerca de la verdadera autenticidad creadora de Haydn sobre el Concierto No. 2 en re mayor, pues se ha dicho que fue escrito por el violonchelista principal de la orquesta de Esterházy desde 1778, Anton Kraft; que sin duda alguna fue uno de los mejores profesionales de su instrumento, ya que hasta Beethoven escribió para él su tan famoso y reconocido Triple Concierto. A lo largo del concierto se puede observar un claro estilo de Mozart, específicamente en los temas de apertura del allegro moderato y el adagio, seguido por el sello perfecto de Haydn. Respaldando esta teoría, Kraft fue alumno directo de Mozart y Haydn. Al final de todo esto y a pesar de las dudas de autenticidad, en 1951, el problema pudo solucionarse gracias al descubrimiento de un autógrafo que apartaba a Anton Kraft como autor fidedigno de este concierto, si bien se puede confirmar que Kraft contribuyó a la técnica del instrumento para este gran concierto.

## Técnica instrumental
Como se ha dicho antes, Kraft fue quien ayudó a la técnica de este concierto y tal vez por ello es que esta obra es de las más exigentes para el solista, ya que contiene pasajes de dobles cuerdas; de entre ellas las octavas, posiciones con pulgar, además de que posee una perspectiva sinfónica como muy pocos de los conciertos de Haydn.

## Estructura de la obra
1. Allegro moderato (primer movimiento)
Este primer movimiento contiene una escancia del ambiente barroco-musical, se podría apreciar con la forma de sonata, ya que los pasajes solistas de este movimiento contienen una gran labor sobre los motivos y las constantes modulaciones que dan la sensación de un desarrollo, así como el juego de motivos principales con la estructura definida de dominante-tónica. También se puede observar claramente un ambiente relajado dentro de la obra, donde el tema principal aparece a lo largo del movimiento; a la mitad con una frase de desarrollo que retoma el motivo principal con pequeñas variaciones, para que al final se  re exponga el tema principal en su forma original.
2. Adagio (segundo movimiento)
Este movimiento también tiende a una forma sonata en A Mayor, en el que se puede notar una melodía un poco nostálgica por parte de la orquesta y en ciertos tiempos interrumpida por la parte solista de violonchelo.
3. Rondo – Allegro (tercer movimiento)
La forma estructural de este último movimiento es la de Rondo, la cual fue usualmente utilizada en el periodo estilístico del Clasicismo. Este concierto finaliza con toques que hacen estallar de alegría y fuerza al oyente y que provoca un sentimiento de goce y juventud.

## Discografía
- Concierto para violonchelo Nº 2 en re mayor, Hob VIIb: 2 de Joseph Haydn interpretado y conducido por Mischa Maisky junto con la Orquesta de Cámara de Europa.[5]